# Jan-Christopher Schulte
Jan-Christopher Schulte (* 10. Juni 1982 in Herford) ist ein ehemaliger deutscher Leichtathlet, der auf den Sprint spezialisiert war.
2003 wurde er Deutscher Juniorenmeister im 100-Meter-Lauf und mit der 4-mal-100-Meter-Staffel des TV Wattenscheid. Im Erwachsenenbereich feierte er seine größten Erfolge mit der Wattenscheider Staffel. Er war 2004, 2005, 2007, 2008 und 2010 Deutscher Meister. In der Halle gewann Schulte mit der 4-mal-200-Meter-Staffel von 2005 bis 2009 fünfmal in Folge den Titel. Dabei gelang 2006 in der Besetzung Sebastian Ernst, Jan-Christopher Schulte, Marc Blume und Ronny Ostwald in 1:23,98 min ein neuer deutscher Rekord für Vereinsstaffeln. Schultes beste Einzelplatzierungen bei Deutschen Meisterschaften waren jeweils ein siebter Platz über 200 Meter 2006 und über 100 Meter 2009. In der Halle wurde er 2005 und 2006 Fünfter im 60-Meter-Lauf. 2010 beendete er seine Karriere.

## Persönliche Bestzeiten
- 60 Meter (Halle): 6,67 s, 2010
- 100 Meter: 10,45 s, 2009
- 200 Meter: 21,24 s, 2007